# Dunaújvárosi Fõiskola Vízilabda Egyesület
Il Dunaújvárosi Fõiskola Vízilabda Egyesület, nota più semplicemente come Dunaújváros, è una squadra di pallanuoto di Dunaújváros, in Ungheria. Disputa le proprie partite interne nella Piscina sportiva Éva Fabó.
È nota soprattutto per la sua attività nella pallanuoto femminile.

## Storia
La società è stata fondata nel 1989. È una delle squadre di pallanuoto femminili più vincenti del paese, avendo conquistato otto campionati ed altrettante coppe nazionali. A livello internazionale vanta la vittoria di una Coppa LEN e di una Supercoppa LEN, conquistate entrambe nel 2018; ha inoltre al suo attivo due finali di Euro League, perse nel 2003 contro il Glyfádas e nel 2021 contro l'Olympiakos.

## Palmarès

### Trofei nazionali
- Campionato ungherese: 8

2001, 2002, 2003, 2004, 2005, 2009, 2010, 2011
- Coppe d'Ungheria: 8

2001, 2002, 2003, 2004, 2010, 2014, 2020, 2021

### Trofei internazionali
- Coppe LEN: 1

2018
- Supercoppa LEN: 1

2018